# European Aquatics
La European Aquatics (LEN fino al  2023), è la federazione continentale europea di governo e coordinamento di sport acquatici: nuoto, nuoto artistico, tuffi e pallanuoto. È stata fondata a Budapest nel 1926.
Alla European Aquatics sono affiliate 51 nazioni europee, incluse Turchia, Cipro, Israele e le repubbliche ex-sovietiche del Caucaso. La sua sede è stata a Roma fino all'aprile 2010, poi spostata a Lussemburgo fino a maggio 2015, e infine a Nyon.

## Organizzazione
Dal 5 febbraio 2022 la European Aquatics è presieduta dal portoghese Antonio Silva, presidente della FPN, eletto nel congresso straordinario tenutosi a Francoforte, in Germania. La carica di presidente ha durata quadriennale.
L'organo di governo della federazione, il bureau, i cui membri eletti provengono dalle Federazioni affiliate alla European Aquatics. Uno dei compiti del bureau è di nominare le commissioni tecniche per le varie discipline.
Cariche principali:
Presidente:  Antonio Silva
Vice presidenti:  Josip Varvodic (1°VP),  Kyriakos Giannopoulos,  Gilles Sezionale,  Marco Troll ,  Erkan Yalcin,  Christer Magnusson,  Arno Pajek
Segretario generale:  Noam Zwi
Tesoriere:  Andida Bouma
Presidenti delle commissioni tecniche:
Nuoto:  Craig Hunter
Tuffi:  Frans van de Konijnenburg
Tuffi grandi altezze:  Michael Geissbueler
Pallanuoto:  Angel Moliner
Nuoto artistico:  Ulla Lucenius
Nuoto di fondo:  Sam Greetham
Master:  Hordur Oddfrídarson
Commissione medica:  Naama Constantini

### Presidenti
| Periodo   | Presidente           |
| --------- | -------------------- |
| 1926→1930 | Erik Bergvall        |
| 1930→1934 | Walter Binner        |
| 1934→1938 | Harold Fern          |
| 1938→1947 | Émile-Georges Drigny |
| 1948→1950 | Ladislav Hauptmann   |
| 1950→1954 | René de Raeve        |
| 1954→1958 | Jan de Vries         |
| 1958→1962 | Béla Rajki           |
| 1962→1970 | Jan de Vries         |
| 1970→1982 | Bertil Sallfors      |
| 1982→1986 | Ante Lambaša         |
| 1986→1990 | Klaas van de Pol     |
| 1990→2008 | Bartolo Consolo      |
| 2008→2012 | Nory Kruchten        |
| 2012→2022 | Paolo Barelli        |
| 2022→     | Antonio Silva        |

## Competizioni
La LEN organizza numerose competizioni:
- Nuoto:
  - Campionati europei di nuoto: sono la più importante e longeva rassegna organizzata dalla LEN; all'interno di essa, oltre al nuoto, si assegnano i titoli europei dei tuffi, del nuoto sincronizzato e, in passato, della pallanuoto.
  - Campionati europei di nuoto in vasca corta
  - Campionati europei giovanili di nuoto
  - Campionati europei di nuoto master
- Pallanuoto (nazionali):
  - Campionato europeo di pallanuoto, separato dagli altri sport acquatici dal 1999
  - Campionato europeo B di pallanuoto
  - Campionati europei giovanili di pallanuoto
  - Campionati europei di pallanuoto master
- Pallanuoto (club):
  - European Aquatics Water Polo Champions League Men
  - LEN Champions Cup
  - LEN Euro Cup
  - Coppa LEN (Womens LEN Trophy)
  - LEN Challenger Cup: maschile, femminile
  - Supercoppa LEN: maschile, femminile
  - LEN Cup Winners' Cup (abolita; disputata fino al 2003)
- Tuffi:
  - Campionati europei di tuffi
  - Campionati europei giovanili di tuffi
  - European Diving Champions Cup (soppressa)
- Nuoto artistico:
  - Campionati europei giovanili di nuoto sincronizzato
  - European Syncronized Swimming Champions Cup
- Nuoto di fondo:
  - Campionati europei di nuoto di fondo
  - Campionati europei giovanili di nuoto di fondo
  - Coppa LEN (European OWS Cup, fondo)

A queste si aggiungono diversi trofei e meeting nelle varie discipline anche a livello di club, così come meeting per nuotatori in età infantile.

### Riconoscimenti
Dal 2007 la LEN assegna annualmente un riconoscimento, il LEN Award, ai migliori atleti europei della stagione in ciascuna delle cinque discipline.
Atleti per numero di riconoscimenti:
| Pos. | Atleta                | Titoli | Nazionalità | Disciplina      |
| ---- | --------------------- | ------ | ----------- | --------------- |
| 1    | Tania Cagnotto        | 7      | Italia      | Tuffi           |
| 2    | Thomas Lurz           | 6      | Germania    | Nuoto di fondo  |
| 3    | Natal'ja Iščenko      | 5      | Russia      | Nuoto artistico |
| 3    | Sarah Sjöström        | 5      | Svezia      | Nuoto           |
| 3    | Filip Filipović       | 5      | Serbia      | Pallanuoto      |
| 3    | Sharon van Rouwendaal | 5      | Paesi Bassi | Nuoto di fondo  |

## Federazioni affiliate
Le seguenti 76 federazioni di 53 nazioni sono affiliate alla European Aquatics.
In alcune nazioni esistono federazioni distinte per le diverse discipline.
| Cod. CIO | Paese                | Federazione/i | Fondazione          | Sito web                                                              |
| -------- | -------------------- | --- | ------------------- | --------------------------------------------------------------------- |
| ALB      | Albania              | Federata Shqiptare e Notit | 1931                | (SQ)                                                                  |
| AND      | Andorra              | Federació Andorrana de Natació | 1985                | (CA)                                                                  |
| ARM      | Armenia              | Loghi Haykakan Federacia Water Polo Federation of Armenia (pallanuoto) | 1992 1995           | nd                                                                    |
| AUT      | Austria              | Österreichischer Schwimmverband | 1899                | (DE)                                                                  |
| AZE      | Azerbaigian          | Azərbaycan Üzgüçülük Federasiyası | nd                  |                                                                       |
| BEL      | Belgio               | Fédération Royale Belge de Natation | 1902                | (FR, NL)                                                              |
| BLR      | Bielorussia          | Belarus Aquatics | 1959                | (RU)                                                                  |
| BIH      | Bosnia ed Erzegovina | Plivački Savez Bosne i Hercegovine Water Polo Federation of Bosnia and Herzegovina | 2002 2013           | nd                                                                    |
| BUL      | Bulgaria             | Asociacijata na bălgarskite pluvci Bulgarian Water Polo Federation (pallanuoto) | 1931 1973           | (BG, EN)                                                              |
| CYP      | Cipro                | Kypriaki Omospondia Kolymbisis | 1972                | (EL, EN)                                                              |
| CRO      | Croazia              | Hrvatski Plivački Savez Croatian Synchronised Swimming Federation (sincro) Hrvatski vaterpolski savez (pallanuoto)                                                                     | 1946 1996 1971      | (HR, EN) (HR)                                                         |
| DEN      | Danimarca            | Dansk Svømmeunion | 1907                | (DA)                                                                  |
| EST      | Estonia              | Eesti Ujumisliit | 1934                | (ET, EN)                                                              |
| FIN      | Finlandia            | Suomen Uimaliitto | 1906                | (FI)                                                                  |
| FRA      | Francia              | Fédération Française de Natation | 1920                | (FR)                                                                  |
| GEO      | Georgia              | Georgian Aquatic Sports National Federation | 1992                |                                                                       |
| GER      | Germania             | Deutscher Schwimm-Verband | 1886                | (DE)                                                                  |
| GIB      | Gibilterra           | Gibraltar Amateur Swimming Association | 1946                | nd                                                                    |
| GBR      | Gran Bretagna        | British Swimming | 2014                | (EN)                                                                  |
| GRE      | Grecia               | Kolymbitiki Omospondia Ellados | 1927                | (EL)                                                                  |
| IRL      | Irlanda              | Swim Ireland Irish Water Polo Association (pallanuoto) | 1884 1964           | (EN) (EN)                                                             |
| ISL      | Islanda              | Sundsambands Ísland | 1951                | (IS, EN)                                                              |
| FRO      | Fær Øer              | Svimijsamband Føroya | 1980                | (FO)                                                                  |
| ISR      | Israele              | Israel Swimming Association Israel Synchronized Swimming Association (sincro) Israel Water Polo Association (pallanuoto)                                                               | 1995 nd             | (HE) nd                                                               |
| ITA      | Italia               | Federazione Italiana Nuoto | 1930                |                                                                       |
| KOS      | Kosovo               | Federata e Notit të Kosovës | 1997                |                                                                       |
| LAT      | Lettonia             | Latvijas Peldēšanas federācija | 1991                | (LV, EN)                                                              |
| LIE      | Liechtenstein        | Liechtensteiner Schwimmverband | 1986                | (DE)                                                                  |
| LTU      | Lituania             | Lietuvos Plaukimo Federacija Lietuvos Vandensvydžio Federacija (pallanuoto) | 1924 1931           | (LT) (LT)                                                             |
| LUX      | Lussemburgo          | Fédération Luxembourgeoise de Natation et de Sauvetage | 1924                | (FR)                                                                  |
| MKD      | Macedonia del Nord   | Plivačka Federacija na Makedonija | 1946                | (MK)                                                                  |
| MLT      | Malta                | Aquatic Sports Association of Malta | 1925                | (EN) https://asaofmalta.eu/                                           |
| MDA      | Moldavia             | Federaţia Independentă de Sporturi Nautice din Moldova Federaţia de Polo pe Apǎ din Moldova (pallanuoto)                                                                               | 1948 1953           | (RO, EN, RU) (RU)                                                     |
| MON      | Monaco               | Fédération Monégasque de Natation | nd                  | nd                                                                    |
| MNE      | Montenegro           | Vaterpolo i Plivački Savez Crne Gore | 1947                | (HR)                                                                  |
| NOR      | Norvegia             | Norges Svømmeforbund | 1910                | (NO)                                                                  |
| NED      | Paesi Bassi          | Koninklijke Nederlandse Zwembond | 1888                | (NL, EN)                                                              |
| POL      | Polonia              | Polski Związek Pływacki | 1922                | (PL)                                                                  |
| POR      | Portogallo           | Federação Portuguesa de Natação | 1930                | (PT, EN)                                                              |
| CZE      | Rep. Ceca            | Český svaz plaveckýkh sportů Český svaz vodníjo póla (pallanuoto) | 1993                | (CS) (CS)                                                             |
| ROU      | Romania              | Federatiei Romane de Natatie si Pentatlon Modern Federatia Româna de Polo (pallanuoto)                                                                                                 | 1930 1992           | (RO, EN) (RO)                                                         |
| RUS      | Russia               | Rossijskaja Federacija Plyžov v Vodu (tuffi) Vserossijskaja Federacija Plavanija (nuoto) Federacija Sinchronnogo Plavanija Rossii (sincro) Federacija Vodnogo Polo Rossii (pallanuoto) | 1994 1991 1990 1991 | (RU, EN) (RU) (RU, EN) (RU, EN)                                       |
| SMR      | San Marino           | Federazione Sammarinese Nuoto | 1981                |                                                                       |
| SRB      | Serbia               | Plivački Savez Srbije Savez za Sinhrono Plavanje Srbije (sincro) Vaterpolo Savez Srbije (pallanuoto) Savez za skokove u vodu Srbije (tuffi)                                            | 1904 1995 1946 1971 | (SR) (SR) (SR) (SR)                                                   |
| SVK      | Slovacchia           | Slovenská Plavecká Federaciá | 1993                | (SK, EN)                                                              |
| SLO      | Slovenia             | Plavalna Zveza Slovenije Vaterpolska Zveza Slovenije (pallanuoto) | 1922 1953           | (SL, EN) (SL)                                                         |
| ESP      | Spagna               | Real Federación Española de Natación | 1920                | (ES)                                                                  |
| SWE      | Svezia               | Svensk Simidrott | 1904                | (SV)                                                                  |
| SUI      | Svizzera             | Fédération Suisse de Natation | 1918                | (DE, FR, )                                                            |
| TUR      | Turchia              | Türkiye Yüzme Federasyonu Türkiye Sutopu Federasyonu (pallanuoto) | 1957 2005           | (TR, EN) (TR, EN)                                                     |
| UKR      | Ucraina              | Federacija Plavannja Ukraïni Federacija Strybkiv u Vodu Ukraïni (tuffi) | 1992 2000           | (UK, EN) (UK, EN) Archiviato il 13 dicembre 2022 in Internet Archive. |
| HUN      | Ungheria             | Magyar Úszó Szövetseg (nuoto) Magyar Vízilabda Szövetseg (pallanuoto) Magyar Szinkronúszó Szövetség (sincro) Magyar Műugrás Szövetseg (tuffi)                                          | 1907 1989 2010 2004 | (HU) (HU) (HU) (HU)                                                   |